# ハイロ
ハイロ（上映集団ハイロ　hairo）は、自主映画、実験映画の作家たちが集まって結成された団体。東京・碑文谷を拠点に上映活動を行っている。
1970年、ほしのあきら、神山昇、伊東哲男 、高島文雄ほかによって結成。渋谷のライブハウス「アピア」を拠点に活動。2009年にアピアの移転に伴い碑文谷アピア40で活動を続けている。

## 上映活動
1970年　　
10月　「第１回ハイロ・シネマ・フェスト地下表現者たち」　渋谷スペースラボラトリーヘアー（アピア）。
12月　「第２回ハイロ・シネマ・フェスト　エンバイラメント・アート」渋谷スペースラボラトリーヘアー（アピア）。
1971年　
２月　「第３回ハイロ・シネマ・フェスト　顔面に叩きつける血の色映像」　渋谷スペースラボラトリーヘアー（アピア）。
６月１「第４回ハイロ・シネマ・フェスト　いろはにほへとちりぬるを」　渋谷スペースラボラトリーヘアー（アピア）。
１０月「第５回ハイロ・シネマ・フェスト　新映像への希求」　渋谷スペースラボラトリーヘアー（アピア）。
１２月「第６回ハイロ・シネマ・フェスト　無節操」　渋谷スペースラボラトリーヘアー（アピア）。
1972年
２月「第７回ハイロ・シネマ・フェスト　WHO ・IS・HAIRO」　渋谷スペースラボラトリーヘアー（アピア）。
７月「第８回ハイロ・シネマ・フェスト　拒絶された風景に痛みを覚え」　渋谷スペースラボラトリーヘアー（アピア）。
８月「第９回ハイロ・シネマ・フェスト　ハイロの長いワラジ」　渋谷スペースラボラトリーヘアー（アピア）。
1973年
５月「第１０回ハイロ・シネマ・フェスト　虫歯の痛みも遠くうすらぎ、まず」　渋谷スペースラボラトリーヘアー（アピア）。
１２月第１１回ハイロ・シネマ・フェスト木枯の渋谷は北国の空に同化するか」　渋谷スペースラボラトリーヘアー（アピア）。
1974年
７月「第１２回ハイロ・シネマ・フェスト星空を紙飛行機がスコルピオンまで飛んだとして」　渋谷スペースラボラトリーヘアー（アピア）。
1975年
３月「第１３回ハイロ・シネマ・フェストハイロの春の旅、そう？三度目のハイロ」　
９月「ハイロ・イン・ザンバラ　渋谷アピア（改名）
９月「アピアランス」
1976年
１月、2月、3月、4月、5月、6月、7月「ハイロ・イン・コリジョン」　渋谷アピア
４月「フィルムカントリー、ハイロが放つ８人の刺客」（大阪）
５月「ハイロが放つ８人の刺客」京都彷徨館、彷徨舎主催
1977年
１月「第１４回フェスト［さらに出発そして集合］（渋谷アピア）
２月「ハイロ十番勝負ＶＳ青き豪奢」（渋谷アピア）
３月「渡り鳥シリーズ参加」（岡山ペパーランド、映像集団マチネー主催）
３月「ハイロ十番勝負ＶＳ新潟流棲群」（渋谷アピア、柏崎市民会館）
４月「ハイロ十番勝負ＶＳ上映集団マチネー（渋谷アピア、大阪島の内教会）
５月「さよならオールナイト、宮村砂生朗ＶＳ井村徹」（渋谷アピア）
５月「ハイロ十番勝負ＶＳメガトンハウス」（渋谷アピア、弘前大学会館）
６月「ハイロ十番勝負ＶＳ Ｉ．Ｆ．Ｃ」（渋谷アピア、はままつ美術教室）
７月「ハイロ十番勝負ＶＳシネマオルトラ」（秋田田中屋、渋谷アピア）
８月「ハイロ十番勝負ＶＳフィルムギャラリー」（渋谷アピア、北千里住甚六屋）
１０月「ハイロ十番勝負ＶＳペパーランドシネマディクト」（岡山ペパーランド、渋谷アピア）
１１月「ハイロ十番勝負ＶＳ幻活」（明石当津会館、渋谷アピア）
１２月「カオスの中の映像展参加」（水戸喫茶カオス、三月劇場主催）
１２月「ハイロ・イン岡山」（岡山ペパーランド）
1978年
２月「第１５回ハイロシネマフェスト［見よう！模索から原点へ］」（渋谷アピア）
８月「ハイロ・シネマ・フリースペース」（渋谷アピア）
８月「ハイロ・イン・コリジュン」［映画を誰でもが作れるということ］（渋谷アピア）
９月１１日　フリースペース（渋谷アピア）
９月１６日、１８日
コリジュン［見る側と見せる側の本質的な関係］（渋谷アピア）
１０月９日　フリースペース（渋谷アピア）
１０月１４、１６日
コリジュン［作る側の姿勢とは、見る側の意思表示とは］（渋谷アピア）
１１月「フリースペース」（渋谷アピア）
１１月「コリジュン［８０年代の映画の対象性と場の在り方］」（渋谷アピア）
1979年
８月「ハイロ・シネマ・コリジュン［シネマ・フリー・スペース］」（渋谷アピア）
１０月「ハイロ・イン・岡山・パート２」（岡山ペパーランド）
１０月「ハイロ・シネマ・フリース・ペース」（渋谷アピア）
１１月「８ミリ映画博覧会」（高崎・群馬 音楽センター、８ミリ映画博覧会推進委員会主催）
1980年
１月「シネマ・フリー・スペース」（渋谷アピア）
３月「第１６回ハイロシネマフェスト［新たなる飛翔へ 向けて、その一歩］」（渋谷アピア）
８月、９月、１０月、１１月「シネマ・フリー・ス ペース」（渋谷アピア）
1981年
１月、２月、　「シネマ・フリー・スペース（渋谷アピア）
３月「第１７回ハイロシネマフェスト［暗闇でそっと映写開始、 あの映画のタイトル何だっけ　自由の場、そして新しい糧］」（渋谷アピア）
1982年
３月「第１８回ハイロシネマフェスト「映像空気派再び集合！」
６月、７月、８月、９月、１０月、１１月、「フリースペース」（アピア）
1983年
２月　特別企画「ハイロは個人でも元気」なのです。」（アピア）
３月「第１９回ハイロシネマフェスト　「見せたかった映画を感じたい」」（アピア）
1月、６月、７月、８月、９月、１０月、１１月「第３金曜日　フリースペース」（アピア）
２月「生きているから映画と出会った」（アピア）
1984年
1月、6月、7月、8月、9月、10月、11月、「ハイロシネマフリースペース」渋谷アピア
３月「第２０回ハイロシネマフェスト「そこに映画があるから??」（アピア）
1985年
6月、7月、8月、9月、10月、11月、「ハイロシネマフリースペース」渋谷アピア
1986年
2月「ハイロの2月は特別企画～あなたの作品は絶対ですか？」（渋谷アピア）
3月「第22回ハイロシネマフェスト」（渋谷アピア）
6月、7月、8月、9月、10月、12月「ハイロシネマフリースペース
1987年
1月、2月、6月、7月、8月、9月、10月、11月、「ハイロシネマフリースペース　毎月第1月曜はフリースペース」（渋谷アピア）
11月「ハイロの11月は特別企画～気持ちはスペシャル～」
3月「第23回ハイロシネマフェスト～無差別だ！無審査だ！～」（渋谷アピア）
10月「フィルムメーカーズネットワーク　ハイロシネマフェスト～うっかりさらせ、あふれてしんじょ。～」　上映集団ハイロ＋ヴォワイアンシネマテーク　　京都教育文化センター3F
1988年
1月、2月、6月、7月、8月、9月、10月、11月、「ハイロシネマフリースペース　毎月第1月曜はフリースペース」（渋谷アピア）
3月　「第24回ハイロシネマフェスト～君はハイロに二度来られるか！～（無審査、無差別ですが１本の長さは59分まで）」　（渋谷アピア）
１１月「ハイロ特別企画」（渋谷アピア）
1989年
1月、2月、6月、7月、8月、9月、10月、11月、「ハイロシネマフリースペース　毎月第1月曜はフリースペース」（渋谷アピア）
３月「第25回ハイロシネマフェスト」（渋谷アピア）
1990年
1月、2月、6月、7月、8月、9月、10月、11月、「ハイロシネマフリースペース　毎月第1月曜はフリースペース」（渋谷アピア）
４月１５日　第26回ハイロシネマフェスト（アピア）
1991年
1月、2月、6月、7月、8月、9月、10月、11月、「ハイロシネマフリースペース　毎月第2月曜はフリースペース」（渋谷アピア）
1992年
1月、2月、6月、7月、8月、9月、10月、11月、「ハイロシネマフリースペース　毎月第2金曜はフリースペース」（渋谷アピア）
1993年
2月、6月、7月、8月、9月、10月、11月、「ハイロシネマフリースペース　毎月第2金曜はフリースペース」（渋谷アピア）
1994年
1月、2月、6月、7月、8月、9月、10月、11月、「ハイロシネマフリースペース　毎月第2金曜はフリースペース」（渋谷アピア）
1995年
1月、2月、6月、7月、8月、9月、10月、11月、「ハイロシネマフリースペース　毎月第2金曜はフリースペース」（渋谷アピア）
1996年
1月、2月、6月、7月、8月、9月、10月、11月、「ハイロシネマフリースペース　毎月第2金曜はフリースペース」（渋谷アピア）
1997年
1月、2月、6月、7月、8月、9月、11月、「ハイロシネマフリースペース　毎月第2金曜はフリースペース」（渋谷アピア）
10月「ハイロ特別企画」（渋谷アピア）
1998年
4月、5月、6月、7月、8月、9月「フリースペース」（渋谷アピア）
２月「第28回　ハイロシネマフェスト
1999年
１月「ハイロ特別企画「１９７０から新世紀へ」」（渋谷アピア）
２月「第29回ハイロシネマフェスト」
8月、9月、10月、11月「フリースペース」（渋谷アピア）
2000年
2月、3月「ここから映画が生まれる」オールナイトプログラム（渋谷アピア）
4月「映像と音楽のスペシャル、ここから映画が生まれる」（渋谷アピア）
5月「浮かれてばっかりじゃなかった、ハイロの８０年代」（渋谷アピア）
６月「第３０回ハイロシネマフェスト」（渋谷アピア）
１１月「第３１回ハイロシネマフェスト」（渋谷アピア）
2001年
４月、６月、８月「「ハイロフリースペース　力ある若者よ集え?ライブと映画、ここから映画が生まれる、丑三つ時の身体表現、密かに噂の作家特集」（渋谷アピア）
９月「第３２回ハイロシネマフェスト」（渋谷アピア）
2002年
５月、７月、９月「「ここから映画が生まれる」オールナイトプログラム」（渋谷アピア）
新世紀対談伝説あきらVS（あきらバーサス）、密かに噂の作家特集、鈴木研究所
１１月「第３３回ハイロシネマフェスト」（渋谷アピア）
2003年
5月、7月、9月　ハイロ特別企画　「ケツがいてえぞオールナイト」（渋谷アピア）
２００４年
5月、7月、9月　ハイロ特別企画　「ケツがいてえぞオールナイト」（渋谷アピア）
2005年
5月、7月、9月、11月、1月　ハイロ特別企画　「少しいてえぞ」（渋谷アピア）
2006年
2月10日「第36回ハイロシネマフェスト」（渋谷アピア）
5月、7月、9月、11月　ハイロ特別企画　「いくぜ実験！オールナイトで上映会！！」ｖ
2007年
2月「第37回ハイロシネマフェスト」（渋谷アピア）
5月、7月、9月、11月　ハイロ特別企画　「映画で何が生まれるのか！」（渋谷アピア）
2008年
２月「第38回シネマフェスト」（渋谷アピア）
5月、7月、9月、11月　ハイロ特別企画　「カメラは武器か」 「おさしみラボ」「心動交差点」「肉体クラブ」「Dimention Trip」「フィルム　ピクニック」「鈴木研究所」
2009年
2月「ハイロシネマフェスト」（渋谷アピア）
5月15日　渋谷アピアで最後のオールナイト上映回
7月、9月、11月　ハイロ特別企画　「新天地からハイロは続く」（碑文谷アピア40）
2010年
2月「ハイロシネマフェスト」（碑文谷アピア40）
5月、7月、9月、11月　「ハイロフリースペース」（碑文谷アピア40）
2011年
2月「ハイロシネマフェスト」（碑文谷アピア40）
5月、7月、9月、11月　「ハイロフリースペース」（碑文谷アピア40）
2012年
2月「ハイロシネマフェスト」（碑文谷アピア40）
5月、7月、9月、11月　「ハイロフリースペース」（碑文谷アピア40）
2013年
2月「ハイロシネマフェスト」（碑文谷アピア40）
5月、7月、9月、11月　「ハイロフリースペース」（碑文谷アピア40）
2014年
2月「ハイロシネマフェスト」（碑文谷アピア40）
5月、7月、11月　「ハイロフリースペース」（碑文谷アピア40）
9月「ハイロ美学校」
2015年
2月「ハイロシネマフェスト」（碑文谷アピア40）
4月「ハイロ広島」
5月、7月、11月　「ハイロフリースペース」（碑文谷アピア40）
9月「ハイロ美学校」
2016年
2月「ハイロシネマフェスト」（碑文谷アピア40）
5月、7月、9月、11月　「ハイロフリースペース」（碑文谷アピア40）
2017年
2月「ハイロシネマフェスト」（碑文谷アピア40）

## 参加作家（五十音順）

### あ：
- 新野敏也　『ヘビーメタル・コンバット』他
- 今泉晶彬　『幻視世界-眼の蔵より』他
- 石田アキラ　『赤いクリスマス』他
- 碓田清司　『太陽を待ちながら』他
- 歌川恵子　『超愛人』
- 梅宮雅夫　『UGIUGI』『電波ジャマー』 他
- 大西健児　『夏の残像』他
- 大川戸洋介　『恋の姿見』『賛歌』他
- 大房潤一　『一度は行きたい』他

### か：
- 河野久美子　『昔だから言える今』
- 河野修二　『生きている都市』他
- 金井冬樹　『楽園で一人ぼっち』他
- 神山 昇　『美血草』『インド』他
- 萱間修　『フェインブリジョン』『BLOW UP』他
- 川田夏実　『うずまっこ』他
- 川田恵実　『砂ごっこ』他
- 川本直人　『これから恋人へ東京の青 を贈る』他
- 片岡けんいち　『せつこ占い』
- 木村和代　『心動交差点』他
- 久保雄基　『Galaxy Express』他
- 倉乙彦　『et』『悪魔の手鞠唄』他
- 居島知美　『光の人』他
- 後藤達也　『気まぐれゴヤ』

### さ：
- 斉藤勉　『角膜剝脱』『ボタイナイジング』他
- 柴田容子　『ピーマンの眼差し・サボテンの眼』 『水月』他
- 繁田健治　「ときめきシリーズ」他
- 白熊五郎　『ELEBATOR』他
- 菅野隆　『Become the Pierrort』『風』他
- 角南誠　『海』他
- 鈴木宏忠　『Simons』『ソウル・ブレス』他
- 関根博之　『エチュード』『キャベツ いっぱい たべなさい』他
- 芹沢洋一郎 『まじかよ』他
- 園子温　『オレは園子温だ』他

### た：
- タケヒロ雄太　『Infinity Fall Down』他
- 玉野浩一　『こうそく坊主』
- 谷口悌三　『窓辺の、ゆらめき』
- 田中里美　『脈動』他
- 宙崎抽太郎『UFO花子と鍋男』『失われたウコを求めて』他
- 坪田義史　『ラジオライフ』他

### な：
- 夏目現　『列車ノトビラゴシニメヲアわせるヒト人へ』
- 中川究矢　『この空へ』他
- 西沢正智　『北新宿の切れた指先』
- 二木修平　『NEWYORK in ASAKUSA』他

### は：
- パスタ功次郎　『転生女優』他
- ほしのあきら　『Have a nice day』『憑影』『背中でしな子』他
- 本田一雄　『闇鍋」他

### ま：
- マエダ・シゲル　『でんぐりがえり』他
- マリエンバード　『面白うてやがて悲しきCG作品』『酷士館高校風紀委員物語』他
- 松下正己　『あのまちはきっといいよ』『22』他
- 宮崎和海　『MEMORY IS LONG」他
- 宮村砂生朗　『ぬくもり』『ひびわれた朝』他
- 村山恵一郎　『久宝寺』
- 三木はるか　『そげる・たわむ・外に流れる』他
- 森幸光　『きっと猫になる。』『エクソダス』他

### や：
- 山崎敏男　『かわうそボク』他
- 横溝千夏　『こずえわたり』『後ろ影が聞こえる』他
- 吉田茉奈美　『こおり水母」他

### ら：
- りんご監督『元女子高生vs元女子高生』他